# El Obrero Extremeño
El Obrero Extremeño es una sociedad que se fundó en 1895.
Está situada en Almendralejo, en la provincia de Badajoz perteneciente a la comunidad autónoma de Extremadura en España, a unos 40 km al este de Badajoz.
La sociedad «El Obrero Extremeño» nació por la iniciativa varios grupos de artesanos de las más diferentes especialidades, que deseaban tener un lugar donde poder bailar, hacer vida social, tener tertulias, etc y en el que tener un fondo económico donde recurrir para socorrerse mutuamente en caso de necesidad. Desde entonces y hasta ahora, que aún perdura, «El Obrero Extremeño» ha pasado a ser una de las entidades más antigua de la ciudad, junto a «Cajalmendralejo» y la «Comunidad de Labradores». Ha tenido 49 presidentes, todos hombres menos una mujer, Luisa Benito, y miles de socios. Recientemente, en 2010, se ha editado un libro con más de 500 páginas donde se recogen los datos más importantes de estos 115 años, estructurado por presidentes.
El Obrero Extremeño ha tenido, como la mayoría de las instituciones, varias sedes sociales. Comenzó en la Plaza de Extremadura, posteriormente se trasladaron a la calle Real y de ahí al edificio actual que adquirió al Ayuntamiento por un precio de cien mil pesetas que terminaron de pagar el año 1955. Se destaca la capacidad de «El Obrero Extremeño» para resolver los problemas que se le presentaron a la sociedad, sobre todo al principio, al tener varios seguros. Desde 1895 hasta 1935 la cuota anual era de «una peseta» y con esta pequeñísima cuota, aún para aquellos años, ayudó a solucionar problemas médicos y cuando fallecía un socio se le daba una cierta cantidad, siempre escasa por necesidad, a sus familiares.
Posteriormente fueron llegando actividades deportivas y culturales, como la creación de la banda de música o la barra del bar, carreras a pie, etc. La guerra civil fue un parón para la actividad de la sociedad y durante los tres años funcionó solamente un bar. A mediados de la década de los 50 llegó a la presidencia Hermenegildo Alonso que se le consideró como el segundo fundador ya que revitalizó la sociedad. Entre los años 1960 y 1970 se construyó un salón para fiestas y comienzan las actividades culturales. En esa década la asociación tenía unos 3.600 socios. Casi todos los miembros de las familias eran socios.
Posteriormente «El Obrero» tenía numerosos talleres para que los socios desarrollasen sus manualidades preferidas, un concurso nacional de pintura, un cross popular, etc. A pesar de las dificultades económicas de principios del siglo XXI, según su presidente, Juan Pedro Cano, la sociedad está saneada, tiene unos 900 socios y continúa promoviendo gran cantidad de actividades deportivas y culturales.